# Kelly Johnson
Bernadette Jean "Kelly" Johnson, född 20 juni 1958 i Edmonton, London, död 15 juli 2007 i benmärgscancer, var en engelsk gitarrist och sångare.
Johnson och Denise Duford (trummor) gick med i det helt kvinnliga, Londonbaserade, coverbandet Painted Lady i början av 1978.
I april samma år bytte de namn på bandet till Girlschool tillsammans med Enid Williams (basgitarr och sång) och Kim McAuliffe (gitarr och sång). I december 1978 släppte Girlschool sin första singel "Take it All Away". Efter att ha turnerat våren 1979 med heavy metal-bandet Motörhead skrev de kontrakt med Bronze. Samma skivbolag som Motörhead hade kontrakt med.
1984 slutade Kelly Johnson i Girlschool och flyttade till USA. 1993 flyttade hon tillbaka till England och började åter i bandet.
År 2000 slutade Johnson i musikbranschen efter att ha spelat in albumet Not That Innocent i samband med att Girlschool firade 21 år som band.
Johnson dog söndag den 15 juli 2007, 49 år, efter en sexårig kamp mot ryggradscancer. Att hon hade sjukdomen var inte allmänt känd utanför hennes nära vänkrets och ännu närmare familj.